# 美鐵密歇根州服務
美鐵密歇根州服務（英語：Amtrak Michigan Services）是連接伊利諾伊州芝加哥和密歇根城市大急流城、休倫港和底特律的三條美鐵客運鐵路線，以及途中的車站。該服務是中西部地區鐵路發展計畫的一個組成部分。
密歇根服務路線是：
- 藍水號（364/365）：芝加哥到密歇根州休倫港
- 佩雷·馬凱特號（370/371）：芝加哥到密歇根州大急流城
- 狼獾號（350/351/352/353/354/355）：芝加哥到密歇根州龐蒂亞克

這些航線在2018財年運送了780,549名乘客。
直到2014財年，密歇根州僅在2014財年以800萬美元的成本補貼了佩雷·馬凱特號和藍水號的運營。從2014財年開始，該州承擔了狼獾號的運營成本，推動了州政府補貼2500萬美元。

## 外部連結
- Michigan Services Train （页面存档备份，存于）

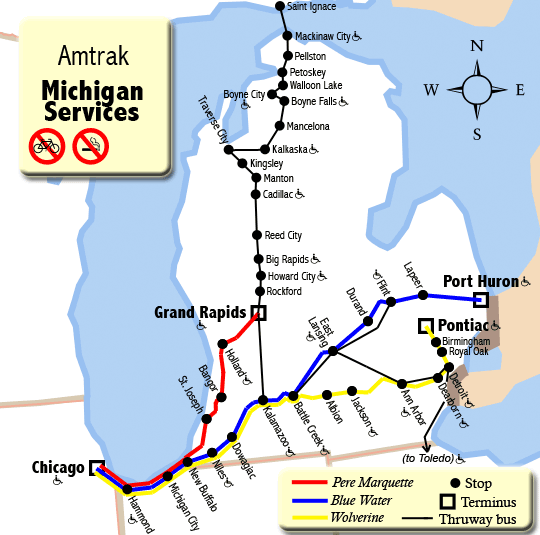
美鐵密歇根州線路圖：藍水號（藍色）、佩雷·馬凱特號（紅色）、狼獾號（黃色）、美鐵巴士（黑色）

- Amtrak Michigan Services （页面存档备份，存于）
- Michigan Association of Railroad Passengers （页面存档备份，存于）